# Quamtana hectori
Quamtana hectori är en spindelart som beskrevs av Huber 2003. Quamtana hectori ingår i släktet Quamtana och familjen dallerspindlar. Inga underarter finns listade i Catalogue of Life.